# Pyrgiscus rufescens
Pyrgiscus rufescens (synoniem Turbonilla rufescens) is een slakkensoort uit de familie van de Pyramidellidae. De wetenschappelijke naam van de soort werd in 1846 voor het eerst geldig gepubliceerd door Forbes als Chemnitzia rufescens.